# 150-talet

## Händelser
- Världens första atlas (Ptolemaios Geographia) publiceras (omkring detta år). Omkring detta år färdigställer Ptolemaios också sitt monumentala verk Almagest. Hansgeocentriska kosmologi kommer att gälla i 1400 år.
- Papper, tillverkat i Kina, kommer till Turkestan.

## Födda
- Omkring 150 – Clodius Albinus, kejsare av Rom.
- 159 – Gordianus I, kejsare av Rom.

## Avlidna
- 154 – Pius I, påve.